# 2003年10月
2003年10月的新闻事件：
请参看：
- 中国载人航天计划
- 中东和平路线图
- 欧盟扩大
- 北朝鲜核危机
- 中俄日输油管线争端
- 恐怖主义
- 美军占领伊拉克
- 钓鱼岛
- 2003年女足世界杯

## 10月31日
- 马来西亚首相马哈迪·莫哈末下午正式辞职，阿都拉·巴达威成为马来西亚第五任首相。（页面存档备份，存于）

## 10月29日
- 北朝鲜核危机：吴邦国抵达朝鲜访问。（页面存档备份，存于）

## 10月26日
- 中国自行研制的小鹰500轻型飞机首飞成功。

## 10月24日
- 协和飞机退出飞行。（页面存档备份，存于）
- 中国足球协会甲级联赛（简称“中甲联赛”）将在2004年正式启动。（页面存档备份，存于）
- 中印边界问题特别代表首次会晤在新德里结束。（页面存档备份，存于）

## 10月23日
- 中国国务院总理温家宝和日本首相小泉纯一郎相互致电，祝贺《中日和平友好条约》缔结25周年。（页面存档备份，存于）

## 10月21日
- 中国月球探测计划首席科学家称中国五年内将探测月球。（页面存档备份，存于）

## 10月20日
- 北朝鲜核危机：美国总统首次正式承诺对朝鲜安全保证。（页面存档备份，存于）

## 10月18日
- 云南大姚发生地震：3死46伤

## 10月17日
- 西湖博览会第五届杭州西湖博览会今日开幕，盛况空前。

## 10月16日
- 中国载人航天计划：神舟五号航天飞船成功在内蒙古着陆。（BBC（页面存档备份，存于））
- 天主教：100,000天主教徒庆祝教宗若望·保禄二世登基25周年。[]
- 美国众议院通过法案，决定制裁叙利亚。（凤凰网（页面存档备份，存于））
- 美军占领伊拉克：美方提出的对伊新方案在联合国通过。俄罗斯、德国和法国表示支持，但拒绝提供军事或经济援助。（页面存档备份，存于）

## 10月15日
- 中国载人航天计划：神舟五号载人飞船发射成功，航天员为杨利伟。（Reuters | CNN（页面存档备份，存于） | 新华社（页面存档备份，存于））
- 阿塞拜疆：总统选举。（CNN（页面存档备份，存于））

## 10月14日
- 德国科学家发现的第111号元素获得认可，缩写为Uuu。（页面存档备份，存于）

## 10月12日
- 中国载人航天计划：中国表示将于10月15日至17日间发射第一艘载人航天飞船。这艘太空船计划绕地球14圈。（页面存档备份，存于）
- 利比里亚外交关系：利比里亚宣布于台湾中断外交关系，重新与中华人民共和国建交。台湾外交部长简又新请辞。（凤凰网（页面存档备份，存于） | MSNBC[]）

## 10月10日
- 雙十節92周年紀念
- 第８屆釜山國際電影節閉幕

## 10月8日
- 瑞典皇家科学院宣布，把2003年诺贝尔经济学奖授予美国经济学家罗伯特·恩格尔和英国经济学家克莱夫·格兰杰，以表彰他们在“分析经济时间数列”研究领域所作出的突破性贡献。

## 10月7日
- 美国加州州长格雷·戴維斯在州长罢免选举中被该州选民投票罢免，施瓦辛格获得州长职位。（页面存档备份，存于）
- “人类基因组外遗传计划（Human Epigenome Project）”正式启动。（页面存档备份，存于）

## 10月5日
- 数十名来自以色列和其它国家的和平人士表示将以人体盾牌保护阿拉法特。（页面存档备份，存于）
- 据报道，印度军队4日晚炮击了克什米尔地区的尼拉姆谷地，至少造成12人死亡，15人受伤。（页面存档备份，存于）
- 联合国、欧盟以及一些国家领导人强烈谴责10月4日发生在以色列海法的自杀式炸弹袭击。（页面存档备份，存于）
- 以色列军机袭击了位于叙利亚境内被军方称为伊斯兰圣战训练基地的巴勒斯坦人营地。

## 10月4日
- 俄罗斯暂不与中国和日本讨论东西伯利亚输油管道具体走向。（评论）东亚战略石油问题将继续。（页面存档备份，存于）
- 朝鲜宣称：“朝鲜民主主义人民共和国将维持并逐步加强其核威慑力量。”（页面存档备份，存于）
- 以巴冲突：一名巴勒斯坦人发动自杀式爆炸袭击，至少18人死亡，其中5名儿童。

## 10月2日
- 中国女足在美国举行的第四届女足世界杯上不敌加拿大队，比分为1：0。
- 第８屆釜山國際電影節在韓國釜山海雲臺開幕

## 10月1日
- 湖北省一中年男子上访北京，在天安门广场自焚受伤。
- 日本冲绳警方逮捕了两名酒后滋事的美国士兵。（页面存档备份，存于）
- 日本官房长官福田康夫9月30日表示法院对侵华日军遗留毒气问题的赔偿十分严厉，他将对此进一步商讨以决定是否上诉。
- 朝鲜外务部表示朝鲜已经对举行新一轮谈判“失去了兴趣”。（页面存档备份，存于）
- 韩国举行大型阅兵仪式。（页面存档备份，存于）
- 梵蒂冈约翰·保罗二世的顾问表示教皇目前的身体情况很差。希望全世界的天主教徒为其祈祷。（页面存档备份，存于）
- 日本北海道发生的强烈地震使得其地理位置发生明显位移。